# John Toland (filosof)
John Toland, född den 30 november 1670 i Ardagh, Donegal, död den 11 mars 1722 i Putney vid London, var en irländsk filosof. Toland var den främste representanten för "fritänkarna" i England omkring 1700.

## Biografi
Toland uppfostrades i den romersk-katolska tron, men utträdde redan vid sexton års ålder ur romersk-katolska kyrkan. Han promoverades vid Edinburghs universitet 1690, studerade i Leiden den Heliga Skrift och kyrkofäderna och utgav som frukten av dessa studier Christianity not mysterious (anonymt 1696; andra upplagan med utsatt författarnamn samma år), som väckte en storm av ovilja. Han utsattes i Dublin 1697 för personliga förföljelser och dömdes av parlamentet att brännas av bödeln. Endast genom flykt räddade sig författaren från häktning.
År 1701 försvarade Toland i en flygskrift huset Hannover, mottogs vid hoven i Hannover och Berlin, dedicerade till preussiska drottningen Sofia Charlotta Letters to Serena (1704) och knöt bekantskap med Leibniz. Sedermera återvände han till England och köpte sig för medel, som hans författarskap inbringat, en gård på landet. Utom de redan nämnda skrifterna är Life of Milton (1698) och Pantheisticon (1720) hans mest betydande arbeten.
I "Christianity not mysterious" intar Toland i sin religionskritik ännu en ganska moderat ståndpunkt. I anslutning till Locke söker han ådagalägga, att det inte finns något i kristendomen som strider mot förnuftet, och inte heller något överförnuftigt. Visserligen gör han gällande att uppenbarelsen är sann, inte därför att den är uppenbarad, utan därför att den överensstämmer med förnuftet, men han sätter dock alls inte i fråga trosinnehållets sanning och finner även underverken trovärdiga.
Vida radikalare åsikter utvecklar han däremot i Letters to Serena, där han visar sig påverkad av Spinoza och utvecklar en avgjort panteistisk åsikt. Han kritiserar Cartesius av Spinoza upptagna materiebegrepp, i det han framhåller, att rörelsen är lika väsentlig och ursprunglig för den kroppsliga verkligheten som utsträckningen.
Naturen är sålunda inte en död, i och för sig oföränderlig verklighet, som behöver en rörelseimpuls från en utomstående skapare, utan har i sig själv kraft och liv. I samband därmed gav han också den spinozistiska duplicismen en vändning åt materialism, i det att han fattar tänkandet som yttring av hjärnans komplicerade rörelser.
Även i religionskritiken gick han längre än förut. Han försvarade inte längre tron på en personlig gud eller på själens individuella odödlighet. Utan förmåga att historiskt uppfatta religionsutvecklingen, såg han som upplysningstiden i det hela den positiva religionens avvikelser från den förnuftiga, naturliga religionen som frukten av härsklystna prästers och statsmäns bedrägerier.
I Pantheisticon stannade han inte vid att kritisera den positiva religionen, utan sökte även sätta en ny förnuftskult i dess ställe genom att skildra de filosofiska symposier, som han låter diktade hemliga sällskap av panteister runtom i världen fira, under tillbedjan av Sanningen, Friheten och Hälsan såsom de vises trefaldiga högsta goda och med hyllande av mänsklighetens stora andar från Salomo till Hypatia.
Denna nya liturgi var en egendomlig föregångare till den mänsklighetsreligion, som sedan Comte skulle söka grundlägga. Att han förlade den nya religionens utövning till sällskap som sluter sina dörrar för alla profana, är karakteristiskt för hela upplysningstiden, som väl tillerkände de bildade full tankefrihet i religiösa frågor, men ville behålla det obildade folket under kyrkans förmynderskap.
Emellertid var även Toland en kraftig förfäktare av toleransens grundsatser, som han önskade tillämpade även gentemot ateister, och har därigenom ansetts utöva på sin tid ett gagnande inflytande. Tolands skrifter utgavs i 2 band 1726–1747.

## Eftermäle
Asteroiden 7947 Toland är uppkallad efter honom.